# دنی مورگان
دنی مورگان (انگلیسی: Danny Morgan؛ زادهٔ ۲۳ اکتبر ۱۹۷۲) یک سیاست‌مدار اهل ایالات متحده آمریکا است.